# Musikjahr 1777
Liste der Musikjahre

◄◄ | ◄ | 1773 | 1774 | 1775 | 1776 | Musikjahr 1777 | 1778 | 1779 | 1780 | 1781 | ► | ►►

Weitere Ereignisse
Dieser Artikel behandelt das Musikjahr 1777.

## Ereignisse
- Im Frühjahr des Jahres beginnt der Spielbetrieb am Nationaltheater Mannheim, der ersten „deutschen Nationalschaubühne“. Leiter des Theaters ist Theobald Hilarius Marchand, der Vater von Maria Marchand.

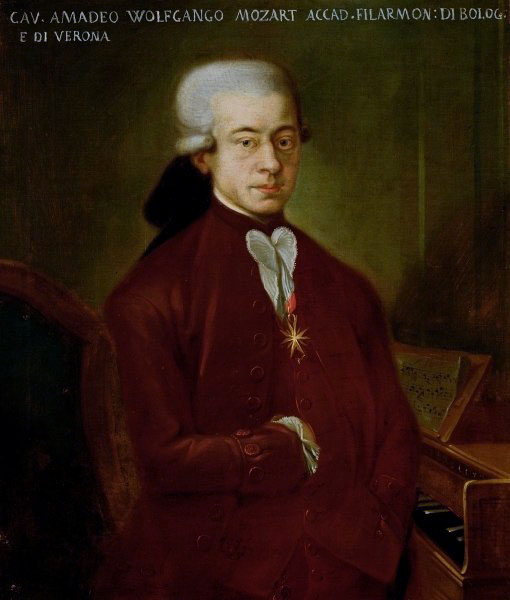
W. A. Mozart im Alter von 21 Jahren mit dem Orden vom Goldenen Sporn

- Nach mehrfachen erfolglosen Bitten um Urlaub reicht Wolfgang Amadeus Mozart sein Abschiedsgesuch bei Fürsterzbischof Hieronymus Franz Josef von Colloredo ein und bittet um Entlassung aus der Salzburger Hofkapelle.
- Samuel Arnold wird musikalischer Leiter des Theatre Royal Haymarket in London.
- Über die Theorie der Musik von Johann Nikolaus Forkel wird in Göttingen veröffentlicht.
- Luigi Boccherini lebt von Ende 1777 bis 1785 in der Abgeschiedenheit von Las Arenas de San Pedro, wohin sich der Infant Don Luis de Borbón ins Exil zurückgezogen hat.

### Opern und andere Bühnenwerke
- 30. Januar: Die Urfassung des empfindsamen Singspiels Lila von Johann Wolfgang Goethe wird anlässlich des 20. Geburtstages der Herzogin Luise von Sachsen-Weimar am Weimarer Liebhabertheater uraufgeführt.
- 19. Juni: Die Uraufführung der Oper Polly von Samuel Arnold findet am Little Theatre in London statt.
- Im Sommer hat die Oper Nitteti von Agostino Accorimboni auf das Libretto von Pietro Metastasio am Teatro detto della Pallacorda in Florenz Uraufführung.
- Im Sommer hat die Opera buffa in drei Akten L’Armida immaginaria von Domenico Cimarosa auf das Libretto von Giuseppe Palomba im Teatro dei Fiorentini Uraufführung.
- 03. August: Die Komische Oper Il mondo della luna (Die Welt auf dem Monde) von Joseph Haydn wird im Schloss Esterházy in Eisenstadt uraufgeführt. Manchen Quellen zufolge verfasste Carlo Goldoni das Libretto. Laut anderen Quellen hat ein Unbekannter lediglich ein Libretto bearbeitet, das Carlo Goldoni für den Komponisten Baldassare Galuppi geschrieben hat.
- 22. August: Die Uraufführung der Oper April Day von Samuel Arnold findet am Little Theatre in London statt.
- 08. September: Uraufführung der Oper Medonte, Rè di Epiro von Giuseppe Sarti am Teatro della Pergola in Florenz.

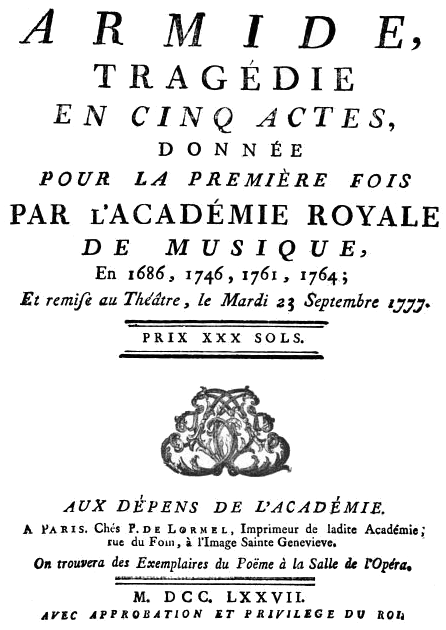
Titelseite des Librettos der Oper Armide von Christoph Willibald Gluck

- 23. September: Die Uraufführung der Oper Armide von Christoph Willibald Gluck auf das Libretto von Philippe Quinault nach Torquato Tasso erfolgt an der Académie Royale de musique in Paris.
- Am Teatro San Carlo in Neapel bringt Vicente Martín y Soler sein erstes Ballett Achille in Sciro zur Uraufführung.

### Kammermusik
- Luigi Boccherini – Streichquartette op. 24 (komponiert vermutlich 1776–1777)[1]

### Kirchenmusik
- 18. Dezember: Antonio Salieris Oratorium La passione di nostro signore Gesù Cristo nach Pietro Metastasios beliebtem Oratoriumstext La Passione di Nostro Signore Gesù Cristo hat seine Uraufführung an der Wiener Tonkünstlersozietät. Die Sopranpartie hat Salieri für Catarina Cavalieri, den Tenor für Vincenzo Righini konzipiert.
- Michael Haydn – Missa Sancti Hieronymi, „Oboenmesse“ (MH 254)
- Gottfried August Homilius – Weihnachtsoratorium

### Orchestermusik
- Wolfgang Amadeus Mozart
  - Klavierkonzert Nr. 9 Es-Dur „Jenamy“ (KV 271)
  - Konzert Nr. 1 für Flöte und Orchester in G-Dur (KV 313)
  - Oboenkonzert C-Dur (KV 314)
- Carl Stamitz: 6 Sinfonien op. 13 (S 16 – S 21)
- Johann Baptist Vanhal: Violinkonzert in B-Dur

### Populärmusik
- Thomas Arne – A-Hunting We Will Go (beliebtes Kinder- und Volkslied)

## Geboren

### Geburtsdatum gesichert
- 02. Januar: Valentin Lechner, österreichischer Komponist, Organist und Verwaltungsbeamter († 1849)
- 05. Januar: Charles-Guillaume Étienne, französischer Schriftsteller, Politiker, Librettist und Mitglied der Académie française († 1845)
- 05. Januar: Fortunato Santini, italienischer katholischer Geistlicher, Komponist und Musiksammler († 1861)
- 12. Januar: Stepan Dawydow, russischer Komponist († 1825)
- 14. Januar: Johann Andreas Seebach, deutscher Organist († 1823)
- 24. Februar: William Ayrton, englischer Musikkritiker und Operndirigent († 1858)
- 24. Februar: Mathias Weber, österreichischer Orgelbauer († 1848)
- 10. März: Ulrich Achter, deutscher Violinist und Komponist († 1803)
- 10. März: Johann Baptist Moralt, deutscher Musiker und Komponist († 1825)
- 19. März: José María Bustamante, mexikanischer Komponist († 1861)
- 18. April: Ludwig Berger, deutscher Komponist, Klavierpädagoge († 1839)
- 18. April: Ignác Ruzitska, ungarischer Komponist († 1833)
- 12. Mai: Giovanni Morandi, italienischer Komponist, Organist und Gesangslehrer († 1856)
- 15. Juni: Johann Evangelist Fuß, ungarischer Komponist und Kapellmeister († 1819)
- 17. August: Leopold Löwe, deutscher Theaterschauspieler, Sänger, Komponist und Theaterdirektor († 1839)
- 07. September: Heinrich Stölzel, deutscher Musiker († 1844)
- 04. Oktober: Johann Gottlob Werner, deutscher Musikdirektor, Organist, Kantor und Komponist († 1822)
- 06. Oktober: William Russell, englischer Organist und Komponist († 1813)
- 05. November: Charles Frédéric Kreubé, französischer Violinist, Kapellmeister und Komponist († 1846)
- 05. November: Filippo Taglioni, italienischer Tänzer, Ballettmeister und Choreograf († 1871)

### Genaues Geburtsdatum unbekannt
- Gawrila Ratschinski, russischer Komponist († 1843)

## Gestorben

### Todesdatum gesichert

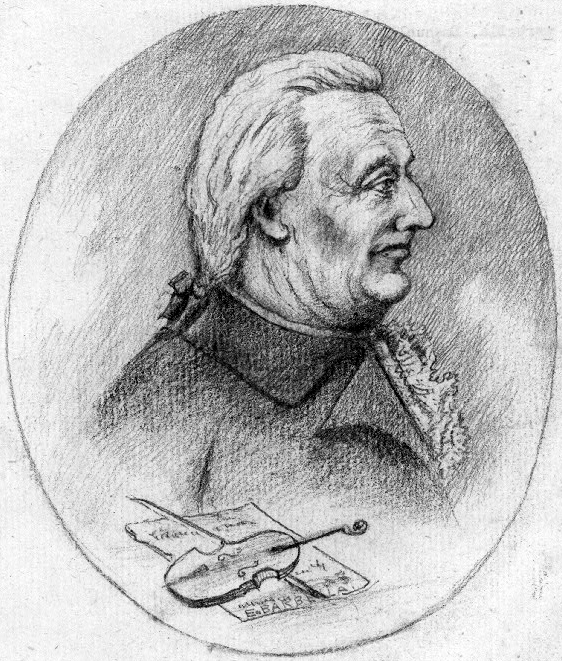
Emanuele Barbella; † 10. Januar

- 10. Januar: Emanuele Barbella, italienischer Geiger und Komponist (* 1718)
- 12. Januar: Johann Ernst Hähnel, deutscher Orgelbauer (* 1697)
- 22. Januar: Simon Leduc, französischer Violinist und Komponist (* 1742)
- 14. Februar (beerdigt): Johann Michael Hartung, deutscher Orgelbaumeister (* 1702)
- 01. März: Georg Christoph Wagenseil, österreichischer Komponist (* 1715)
- 02. April: Maxim Sosontowitsch Beresowski, russischer Komponist (* 1745)
- 00. April: Johann Conrad Winter, deutscher Klavierbauer (* unbekannt)
- 12. Mai: Paulus Immler, deutscher Komponist (* 1716)
- 01. Juli: Leonard Conrad Winter, deutscher Klavierbauer (* 1728)
- 12. Juli: Filippo Manfredi, italienischer Violinist und Komponist (* 1731)

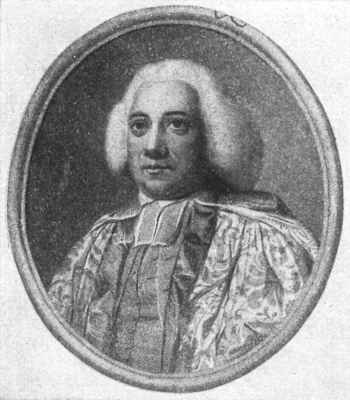
William Hayes; † 27. Juli

- 27. Juli: William Hayes, englischer Organist und Komponist (* 1708)
- 31. Juli: Heinrich Wilhelm Eckmann, deutscher Orgelbauer (* 1712)
- 15. August: Pietro Antonio Gallo, italienischer Komponist (* zwischen 1695 und 1700)
- 17. August: Giuseppe Scarlatti, italienisch-österreichischer Komponist (* 1718 oder 1723)
- 01. September: Johann Ernst Bach, deutscher Komponist (* 1722)
- 12. Oktober: Friedrich Wenzel Neißer, deutscher Komponist von Kirchenliedern (* 1716)
- 13. Oktober: Dismas Hataš, böhmischer Komponist (* 1724)
- 00. November: Marco Coltellini, italienischer Librettist, Drucker und Tenor (* 1719)
- 21. Dezember: Anton Cajetan Adlgasser, deutscher Komponist (* 1729)

### Genaues Todesdatum unbekannt
- Ernst Eichner, deutscher Komponist (* 1740)
- Philipp Wilhelm Grüneberg, deutscher Orgelbauer (* 1710)
- Petros Lampadarios, griechischer Komponist (* um 1730)
- Georg Friedrich Lingke, deutscher Musiktheoretiker, Pianist und Lautenist (* 1697)